# Hawanskyj schljachoprowid
Der Hawanskyj schljachoprowid (ukrainisch Гаванський шляхопровід, russisch Гаванский путепровод Gawanski puteprowod) ist eine Eisenbahnüberführung in der ukrainischen Hauptstadt Kiew. Dabei überquert die Fernstraße M 06 zusammen mit der Linie M1 der Metro Kiew in ost-westlicher Richtung den von Norden nach Süden verlaufenden Nördlichen Eisenbahnhalbring. Das Wort „Gawan“ (russisch Гавань) bezeichnet einen Hafen und wird aus dem Ukrainischen zu „Hawan“ transkribiert. Die Überführung erhielt ihren Namen, weil sie die von Kiew-Wolynskyj zum Hafen führende Bahnlinie quert.
Eine erste Eisenbahnüberführung wurde bereits zu Beginn des 20. Jahrhunderts errichtet, als die nach Swjatoschino führende Linie der Dampfstraßenbahn Kiew gebaut wurde. Der Bau einer Überführung bot sich an dieser Stelle an, da die Eisenbahn hier in einem Einschnitt verläuft. Die Brücke war eine Holzkonstruktion. Neben der Straßenbahnlinie verlief auch die Brest-Litowsker Chaussee über die Brücke.
Nach der Zerstörung im Zweiten Weltkrieg wurde die Überführung in ihrer heutigen Form gebaut. Das Bauwerk besteht aus zwei konstruktiv voneinander getrennten Brücken: der nördlichen, über die der Straßenverkehr in Richtung Westen geführt wird, und der südlichen, die den Verkehr in Richtung Stadtzentrum aufnimmt. Erbaut und genutzt für den Verkehr in beide Richtungen wurde zunächst in den 1950er Jahren das südliche Überführungsbauwerk. Neben dem Straßenverkehr nutzen zunächst noch verschiedene Linien der Straßenbahn Kiew die Brücke.
Als ab 1965 der 5. Bauabschnitt der Kiewer Metro begonnen wurde, musste die westlich des damaligen U-Bahnhofs "Oktjabrskaja" in geringer Tiefe verlaufende Strecke ebenfalls über die Eisenbahn geführt werden. Dazu wurde das nördliche Überführungsbauwerk errichtet. Dabei handelt es sich um eine Trogbrücke, die beide Richtungsgleise der U-Bahn aufnimmt. Der Trog wurde mit Betonplatten abgedeckt und diese Abdeckung für einen Fußgängerüberweg über die Eisenbahn genutzt.
Zu Beginn der 1980er Jahre wurde die Brest-Litowsker Chaussee umgestaltet, dabei wurde das nördliche Überführungsbauwerk 1982 soweit ertüchtigt, dass es auch den Automobilverkehr aufnehmen konnte. Nach dem Bau der Metro waren die nach Swjatoschino führenden Straßenbahnlinien überflüssig geworden, daher wurde 1982 auch der Straßenbahnverkehr über die Brücken eingestellt. Im Ergebnis der Umbauten wurde der Verkehr in beide Richtungen getrennt. Die Brest-Litowsker Chaussee wurde 1985 in Siegesprospekt umbenannt. Da die Gleise der Metro auf der nördlichen Überführung unterhalb der Fahrbahn verlaufen, handelt es sich hier um eine Doppelstockbrücke.
Nach der Unabhängigkeit der Ukraine war die Brücke, wie fast die komplette Verkehrsinfrastruktur der ukrainischen Hauptstadt, dem Verfall preisgegeben. Erst 2001 konnte die Brücke überholt, die provisorischen Verstärkungen der Pfeiler beseitigt und das Bauwerk in einen sicheren Zustand versetzt werden. Im Jahre 2016 erfolgte eine weitere Überholung der Brücke, bei der die Fahrbahn und die Fußgängerwege überholt und neue Geländer angebracht wurden.

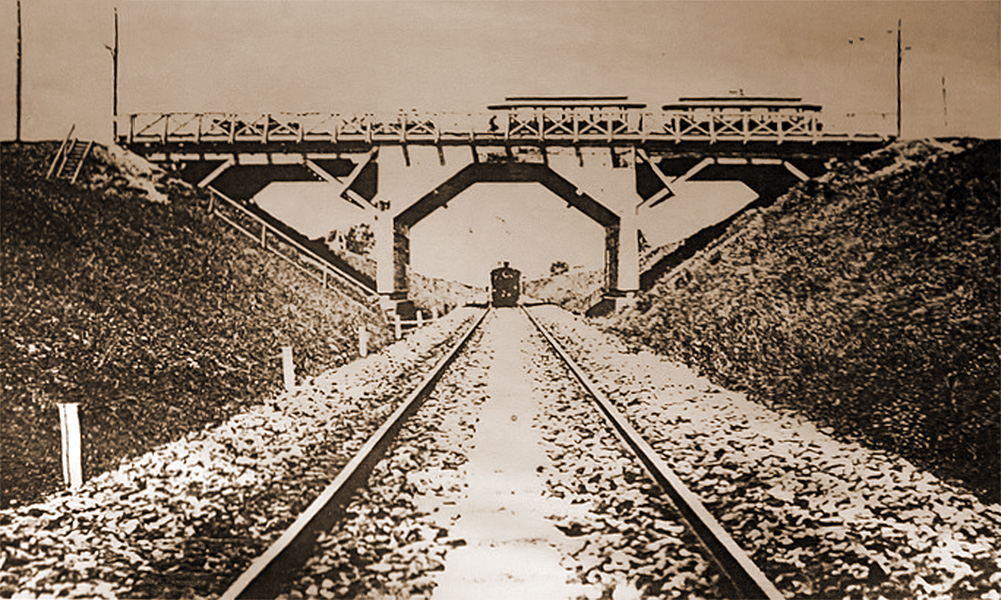
Die Überführung im Jahre 1910
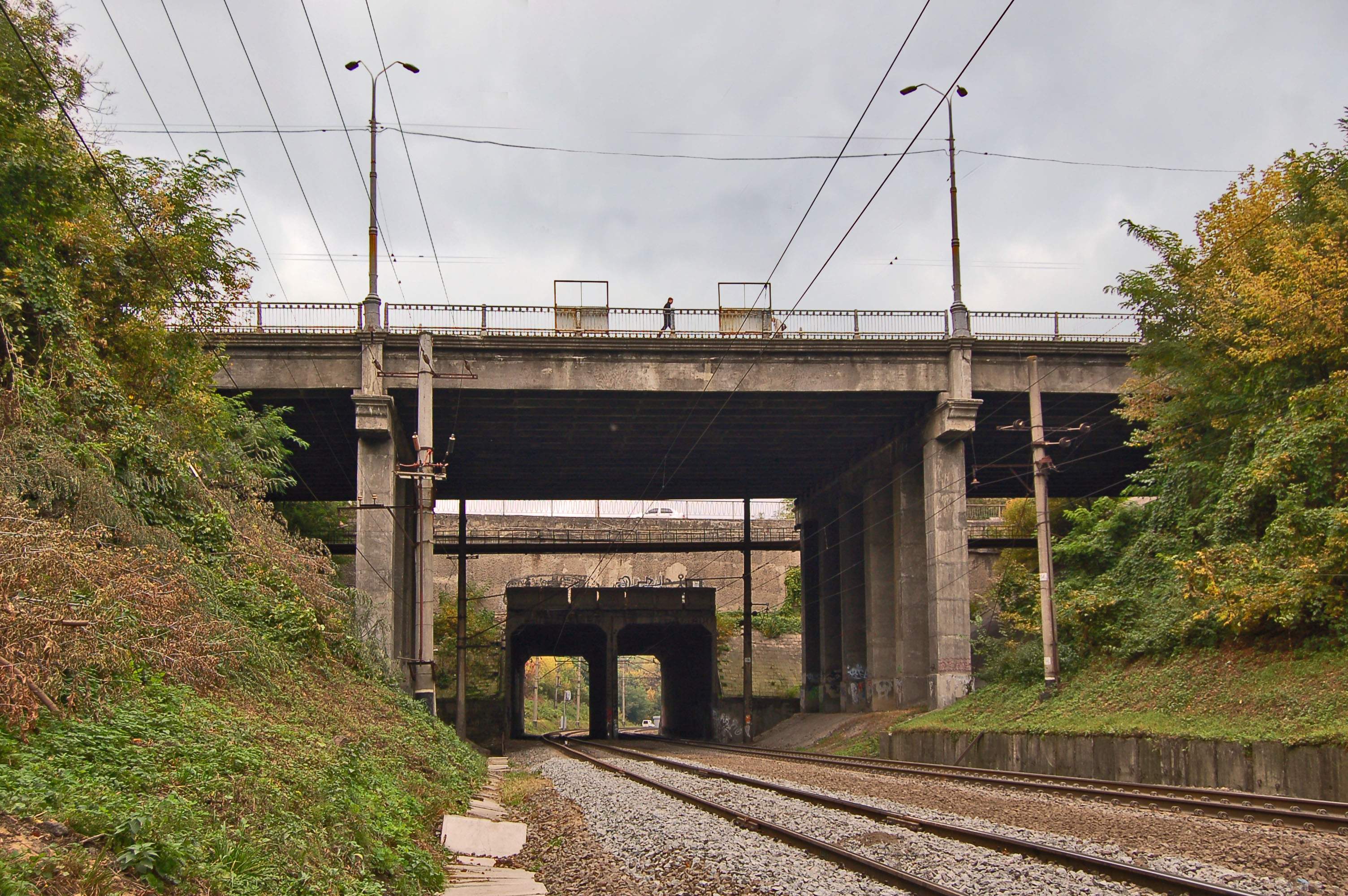
Die Überführung im Jahre 2011, Blickrichtung Norden, das südliche Überführungsbauwerk im Vordergrund
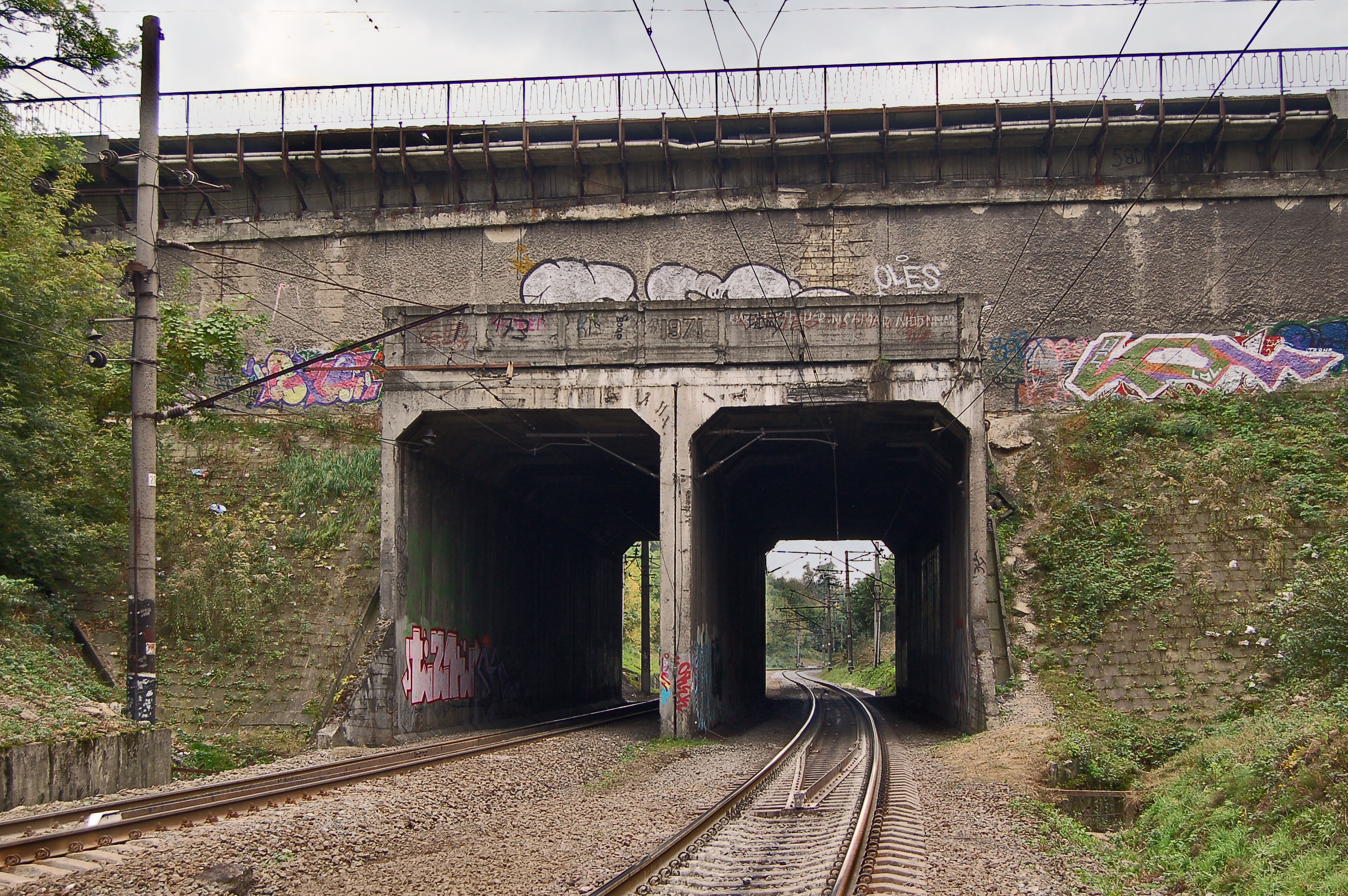
Die Überführung im Jahre 2011, Blickrichtung Süden, das nördliche Überführungsbauwerk im Vordergrund
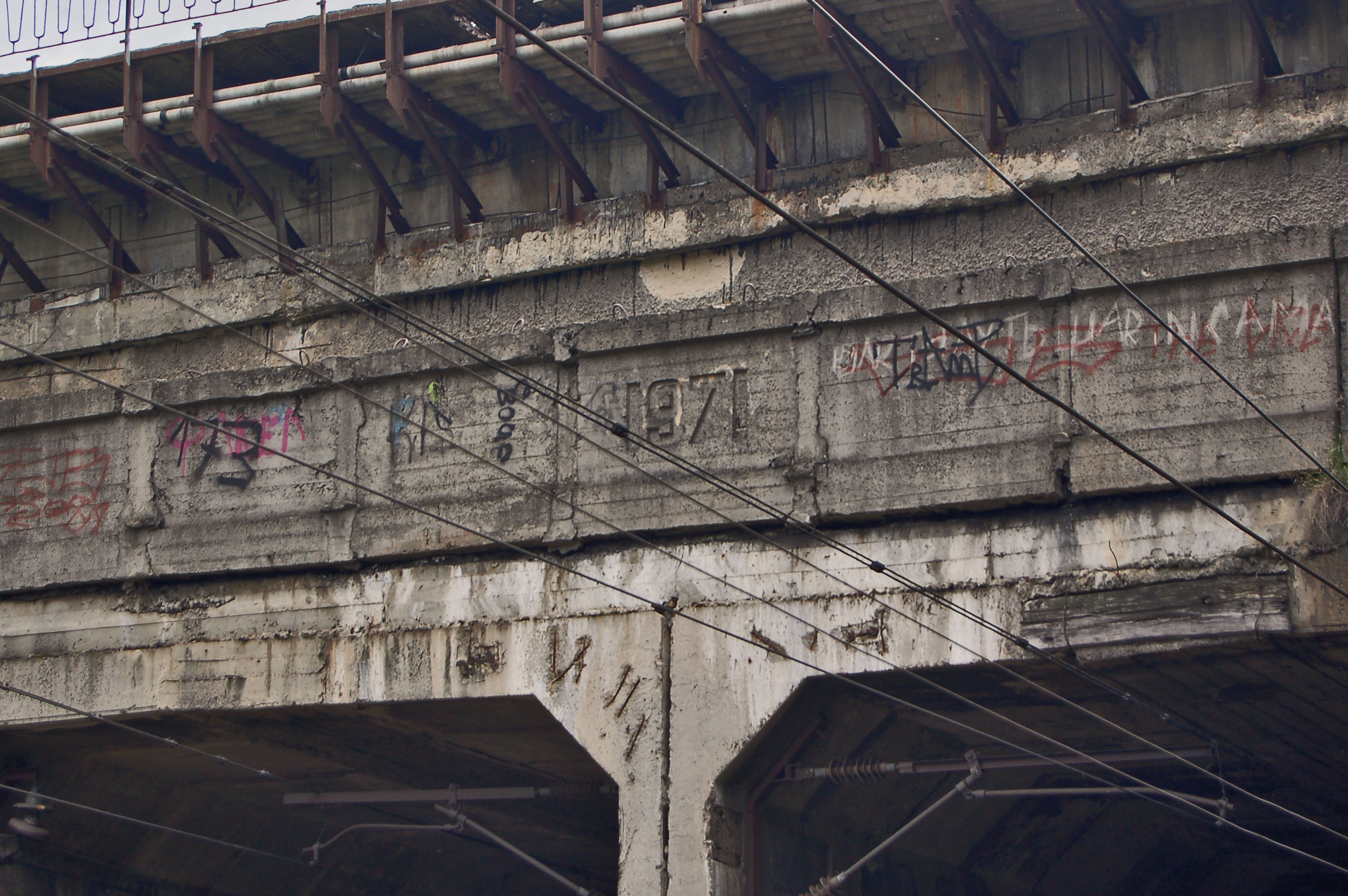
Zustand der nördlichen Überführung 2011